# Лаурушас, Томас
Томас Лаурушас (лит. Tomas Laurušas; род. 13 февраля 1996) — литовский шахматист, международный мастер (2013), гроссмейстер (2021). Четырехкратный победитель чемпионата Литвы по шахматам (2016, 2019, 2023, 2024).

## Биография
Томас Лаурушас успешно стартовал на различных чемпионатах Европы среди юношей по шахматам. В 2008 году он был вторым в возрастной группе U-14, а в 2012 году он был третьим в возрастной группе U-16. В 2012 году сыграл за литовскую команду в мировой юношеской шахматной олимпиаде в Стамбуле, где выиграл индивидуальную серебряную медаль на первой доске. В 2014 году он завоевал бронзовую медаль на чемпионате Литвы по шахматам, а в 2016 году Лаурушас выиграл чемпионат Литвы по шахматам. В 2018 году Лаурушас выиграл блиц-турнир на шахматном фестивале «Лиепайская рокада». В августе 2021 года он занял третье место в открытом турнире «А» Рижского технического университета. В августе 2024 года он занял третье место в открытом турнире «А» Рижского технического университета.
Томас Лаурушас сыграл за Литву на шахматных олимпиадах:
- В 2014 году на третьей доске в 41-й шахматной олимпиаде в Тромсё (+6, -3, =1);
- В 2016 году на втором борту в 42-й шахматной олимпиаде в Баку (+4, -1, =5).

Томас Лаурушас также представлял Литву на командных чемпионатах Европы по шахматам:
- В 2013 году на четвертой доске в 19-м чемпионате Европы по шахматам в Варшаве (+3, -4, =2);
- В 2015 году на втором доске 20-го чемпионата Европы по шахматам в Рейкьявике (+3, -2, =4).